# 소말리아 신탁통치령

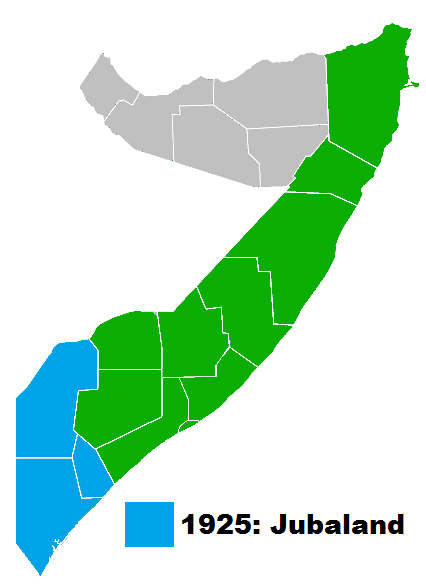
소말릴란드 신탁통치령의 위치.

소말리아 신탁통치령, 공식적으로 이탈리아 행정 하의 소말리아 신탁통치령(이탈리아어: Amministrazione fiduciaria italiana della Somalia), 현재의 소말리아에 위치한 유엔 신탁통치령이였다. 수도는 모가디슈이였으며 1950년부터 1960년까지 이전 영국 군정청이 해체된 후 이탈리아가 관리했다. 1960년에 독립했다.

## 같이 보기
- 이탈리아령 소말리아
- 영국령 소말릴란드
- 소말리아의 역사

1. ↑  “(IX). Question of the frontier between the Trust Territory of Somaliland under Italian administration and Ethiopia” (PDF). UN General Assembly. 2014년 12월 24일에 확인함.
2. ↑  “Italian Mogadiscio”. 《Dadfeatured》. 2018년 5월 19일.[깨진 링크(과거 내용 찾기)]